# Медісон (Вісконсин)
Медісон (англ. Madison) — місто в США, в окрузі Дейн штату Вісконсин. Столиця штату. Населення — 269 840 осіб (2020); з передмістями 570,025 тисяч осіб (2009 рік); друге місто за населенням у Вісконсині після Мілвокі і 77-е у США.

## Історія
Медісон уперше згадується у 1836, коли колишній федеральний суддя Джеймс Доті купив близько 1000 акрів (4 км²) болотяної та лісової місцевості на перешийку між озерами Мендота і Монона, маючи намір побудувати нове місто. Він став посилено лобіювати перенесення столиці території Вісконсин з Бельмонта до Медісона. 28 листопада, попри те, що місто існувало лише на папері, Медісон став столицею Вісконсина, завдяки вигідному географічному розташуванню. У 1837 почалося будівництво капітолія Вісконсина. Перші збори Законодавчого органу відбулися в 1838. До 1846 Медісон був всього лише селищем з населенням 626 чоловік.
Коли до 1848 Вісконсин отримав статус штату, Медісон став його столицею, був заснований Університет Вісконсина. У 1854 була проведена залізниця, що пов'язала Медісон з Мілвокі. До 1856 Медісона отримує статус міста з населенням 6863 чоловік. Перший капітолій згорів у 1904; новий збудовано в 1906.

## Географія
Медісон розташований у центрі округу Дейн, за 124 км від Мілвокі та за 196 км від Чикаго. Найбільше місто-супутник — Миддлтон. Медісон часто називають Містом чотирьох озер, оскільки його оточують озера: Мендота, Монона, Вобеса і Кегонса.
Медісон розташований за координатами 43°5′16″ пн. ш. 89°25′48″ зх. д. / 43.08778° пн. ш. 89.43000° зх. д. (43.087806, -89.430121). За даними Бюро перепису населення США в 2010 році місто мало площу 243,54 км², з яких 198,88 км² — суходіл та 44,66 км² — водойми.

### Клімат
Середньодобова температура липня — +22 °C, січня — −8 °C. Щорічних опадів 837 мм з дощовим сезоном у квітні-вересні.
| Клімат : Медісон                                                         | Клімат : Медісон | Клімат : Медісон | Клімат : Медісон | Клімат : Медісон | Клімат : Медісон | Клімат : Медісон | Клімат : Медісон | Клімат : Медісон | Клімат : Медісон | Клімат : Медісон | Клімат : Медісон | Клімат : Медісон | Клімат : Медісон |
| Показник                                                                 | Січ.             | Лют.             | Бер.             | Квіт.            | Трав.            | Черв.            | Лип.             | Серп.            | Вер.             | Жовт.            | Лист.            | Груд.            | Рік              |
| Абсолютний максимум, °C                                                  | 14,4             | 20,0             | 28,3             | 34,4             | 38,3             | 38,3             | 41,7             | 38,9             | 37,2             | 32,2             | 25,0             | 18,3             | 41,7             |
| Середній максимум, °C                                                    | −3,1             | −0,5             | 6,2              | 14,1             | 20,2             | 25,5             | 27,6             | 26,3             | 22,1             | 14,9             | 6,7              | −1               | 13,3             |
| Середній мінімум, °C                                                     | −11,6            | −9,4             | −4               | 2,1              | 7,8              | 13,4             | 16,1             | 15,0             | 10,1             | 3,8              | −2,1             | −8,9             | 2,7              |
| Абсолютний мінімум, °C                                                   | −38,3            | −33,9            | −33,9            | −17,8            | −7,2             | −0,6             | 2,2              | 1,7              | −3,9             | −11,1            | −25,6            | −33,3            | −38,3            |
| Середня кількість сонячних годин на місяць                               | 143,0            | 152,3            | 187,3            | 206,7            | 263,1            | 293,1            | 304,9            | 270,2            | 213,8            | 172,5            | 111,4            | 109,5            | 2427             |
| Норма опадів, мм                                                         | 31               | 37               | 56               | 86               | 90               | 115              | 106              | 108              | 80               | 61               | 61               | 44               | 876              |
| Днів з опадами                                                           | 10,2             | 9,2              | 10,5             | 12,1             | 11,9             | 11,1             | 10,6             | 9,4              | 9,3              | 9,8              | 10,6             | 10,1             | 124,8            |
| Днів зі снігом                                                           | 9,8              | 7,9              | 5,8              | 2,0              | 0,2              | 0                | 0                | 0                | 0                | 0,5              | 3,8              | 8,7              | 38,7             |
| Вологість повітря, %                                                     | 74.5             | 73.1             | 71.4             | 66.3             | 65.8             | 68.3             | 71.0             | 74.4             | 76.8             | 73.2             | 76.9             | 78.5             | 72.5             |
| ------------------------------------------------------------------------ | ---------------- | ---------------- | ---------------- | ---------------- | ---------------- | ---------------- | ---------------- | ---------------- | ---------------- | ---------------- | ---------------- | ---------------- | ---------------- |
| Джерело: NOAA (relative humidity and sun 1961–1990), The Weather Channel |                  |                  |                  |                  |                  |                  |                  |                  |                  |                  |                  |                  |                  |

## Демографія
Згідно з переписом 2010 року, у місті мешкало 233 209 осіб у 102 516 домогосподарствах у складі 47 824 родин. Густота населення становила 958 осіб/км². Було 108843 помешкання (447/км²).
Расовий склад населення:
| - 78,9 % — білих - 7,4 % — азіатів - 7,3 % — чорних або афроамериканців - 0,4 % — корінних американців - 2,9 % — осіб інших рас |

До двох чи більше рас належало 3,1 %. Частка іспаномовних становила 6,8 % від усіх жителів.
За віковим діапазоном населення розподілялося таким чином: 17,5 % — особи молодші 18 років, 72,9 % — особи у віці 18—64 років, 9,6 % — особи у віці 65 років та старші. Медіана віку мешканця становила 30,9 року. На 100 осіб жіночої статі у місті припадало 97,0 чоловіків; на 100 жінок у віці від 18 років та старших — 95,8 чоловіків також старших 18 років.
Середній дохід на одне домашнє господарство становив 73 324 долари США (медіана — 54 896), а середній дохід на одну сім'ю — 97 322 долари (медіана — 78 580). Медіана доходів становила 51 028 доларів для чоловіків та 42 673 долари для жінок. За межею бідності перебувало 19,0 % осіб, у тому числі 19,5 % дітей у віці до 18 років та 4,9 % осіб у віці 65 років та старших.
Цивільне працевлаштоване населення становило 140 526 осіб. Основні галузі зайнятості: освіта, охорона здоров'я та соціальна допомога — 31,7 %, науковці, спеціалісти, менеджери — 14,7 %, мистецтво, розваги та відпочинок — 10,7 %, роздрібна торгівля — 9,0 %.

## Відомі люди
- Торнтон Вайлдер (1897—1975) — американський прозаїк, драматург та есеїст.
- Джек Скілле — американський хокеїст.